# Lactuca graciliflora
Lactuca graciliflora là một loài thực vật có hoa trong họ Cúc. Loài này được Wall. ex DC. mô tả khoa học đầu tiên năm 1838.